# 卡米·金

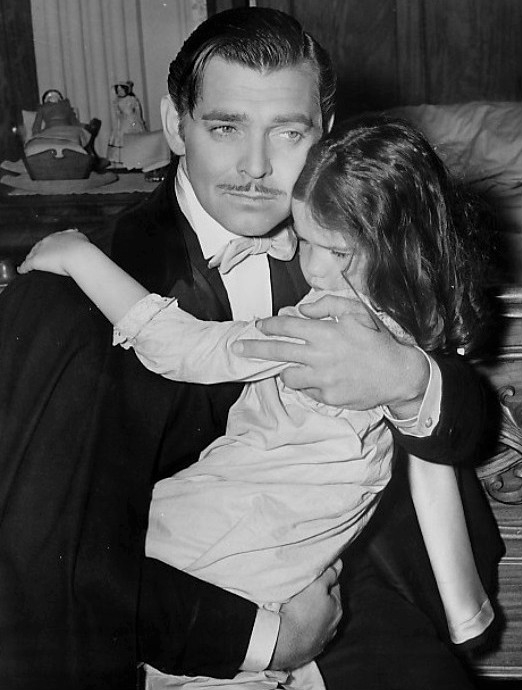
1939年《乱世佳人》克拉克·盖博和卡米·金

埃莉诺·坎马克·金（英語：Eleanore Cammack "Cammie" King，1934年8月5日—2010年9月1日）是美國女演员和公共关系官员。她最著名的作品是在1939年《亂世佳人》中飾演白美藍（邦尼·布卢·巴特勒）。她還在迪士尼1942年動畫電影《小鹿斑比》中為小鹿芬妮配音。

## 早年生活和家庭
金於1934年8月5日出生於加利福尼亞州洛杉矶。她的父母分别是化工廠經理W·坎马克·金和教師埃莉诺·金。她的姐姐黛安娜是一名童星。她的父母在《亂世佳人》拍攝後幾年離婚了。1949年，她的母親嫁給了特藝七彩的聯合創始人赫伯特·卡尔马斯。

## 演藝生涯
金的演藝生涯虽然只有幾年，但她出演了那個時代最大的兩部電影，《亂世佳人》和《小鹿斑比》 。她在四岁时就获得了《乱世佳人》中白美藍的角色，当时选角导演为这个角色测试了250名申请人，包括她七岁的姐姐黛安娜。在黛安娜被認為年齡太大不適合這個角色後，她告訴工作人員，“我妹妹長得像我，只有四歲，而且她会唸台詞”。卡米確實記得她的台詞，但在美藍的死亡場景中，她无法保持眼皮不动，因此戴上了死亡面具。一個小個子成年男性充當了白美藍從馬背上墜落的替身。
卡米在1942年的迪士尼電影《小鹿斑比》中為芬妮配音。據《洛杉磯時報》報導，她在1940年代初获得了第三個角色，但在拍攝開始的那天突然患上水痘，于是被從演員名單中刪除。回顧她的電影生涯，她曾開玩笑說，“我在5歲時達到頂峰”。

## 教育和後來的職業
金曾就讀於瑪利曼高中，后来繼續就讀於南加州大学，1956年畢業，獲得傳播學學士學位。之後，她在CBS-TV独立单元剧《高潮！》擔任製作助理。
1980 年，她移居北加州，從事長期的公共關係工作，包括在門多西諾海岸商會工作。2000年代初期，金在約翰·歐赫爾利主持的電視遊戲節目《說出真相》中作為參賽者客串演出。她在布拉格堡-門多西諾海岸商會擔任營銷協調員40年。
金經常與在世的《亂世佳人》演員一起出現在回顧展上。2009年，她私下出版了一本小書《白美藍：亂世佳人回憶錄》（Bonnie Blue Butler: A Gone With the Wind Memoir），主要通過個人露面和網絡直接向粉絲售賣。

## 個人生活
她於1957年與沃爾特·波洛克結婚。他們一起收養了兩個孩子，馬修和凱瑟琳。波洛克於1968年死於癌症。隨後她於1971年與邁克爾·W·康倫結婚，他收養了她的兩個孩子。她和康倫於1975年離婚。她第二次婚姻的公公賈德·康倫是許多迪士尼電影的音樂編曲人，包括1951年《爱丽丝梦游仙境》和1953年《小飛俠》。
金於2010年9月1日在加利福尼亞州布拉格堡的家中因肺癌去世，享年76歲。

## 片目
| 年份 | 片名               | 角色     | 备注         |
| ---- | ------------------ | -------- | ------------ |
| 1939 | 金髮女郎遇見老闆   | 米莉     | 未署名       |
| 1939 | 乱世佳人           | 白美藍   | [ 7 ]        |
| 1942 | 小鹿斑比           | 小鹿芬妮 | 声演，未署名 |
| 2010 | Change in the Wind | 旁白     | 声演         |